# Пами (Сондрио)
Пами је насеље у Италији у округу Сондрио, региону Ломбардија.
Према процени из 2011. у насељу је живело 31 становника. Насеље се налази на надморској висини од 449 м.